# Bjørn Andersen (kultursociolog)
 Der er flere personer med dette navn, se Bjørn Andersen.
Bjørn Andersen (født 1946) er en dansk kultursociolog. Han er cand.mag. i dansk og kultursociologi, publ. specialearbejde i teatersociologi.
Han har skrevet om Albanien og Kosovo og om arbejdsmarkedsforhold, og han har udgivet Christian 5.s Danske Lov og Griffenfelds Kongeloven i digital form (2003).

## Værker
- Lakkogeriet – beretning fra en arbejdsplads (1981)
- Krudttønden i baghaven (1999)
- Fra Kosovo til Kosóva (1999)
- Albanske studier (2002)
- Med Andreas Røpke: Neva – historier om et skib (2002)
- To skridt frem? Albanien i en brydningstid (2005)

## Eksternt link
- bjoerna.dk